# Birmingham Breakdown
Birmingham Breakdown is een compositie van jazz-bandleider Duke Ellington uit 1926. Hij nam het voor het eerst op met zijn orkest onder de naam Duke Ellington and His Kentucky Club Orchestra, op 29 november 1926 in New York. Voor Brunswick legde hij het op de plaat vast op 28 februari 1927, onder dezelfde naam. Het werd geen grote hit. Het is in die tijd ook door anderen opgenomen, onder meer door Don Redman met de McKinney's Cotton Pickers en Red Nichols met Miff Mole. Later kwamen er ook opnames van Charlie Barnet met zijn band (in de jaren veertig), Keith Ingram en Dick Hyman met Dick Wellstood.